# Undulatus

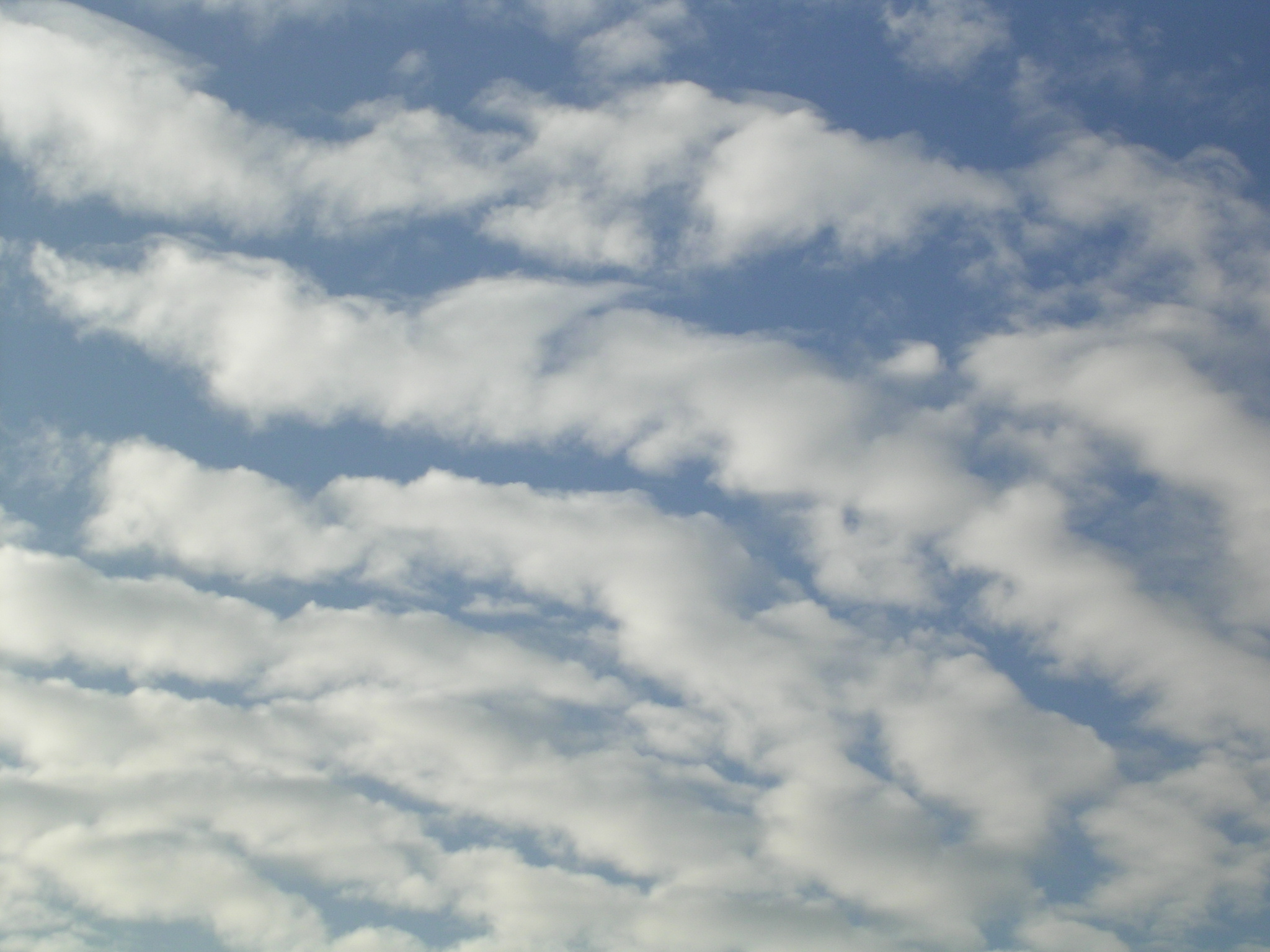
Stratocumulus undulatus

In meteorologia, la dizione di undulatus (un), (dall'analoga parola in latino, con il significato di "ondulato"), è una delle varietà (caratteristica accessoria) possibili per le tipologie di nubi che si presentano in grandi banchi o in strati e indica la situazione in cui sono presenti uno o due sistemi di ondulazioni. 
I singoli strati nuvolosi possono essere di forma circolare o allungati nella direzione dell'ondulazione.
La terminologia Cirrocumulus undulatus è stata introdotta nel 1896 e fu estesa a cirrus, altocumulus, altostratus, stratocumulus, stratus e cumulus, nel 1930. Nel 1950 l'utilizzo del termine fu eliminato per il cumulus e esteso invece al cirrostratus.

## Galleria d'immagini

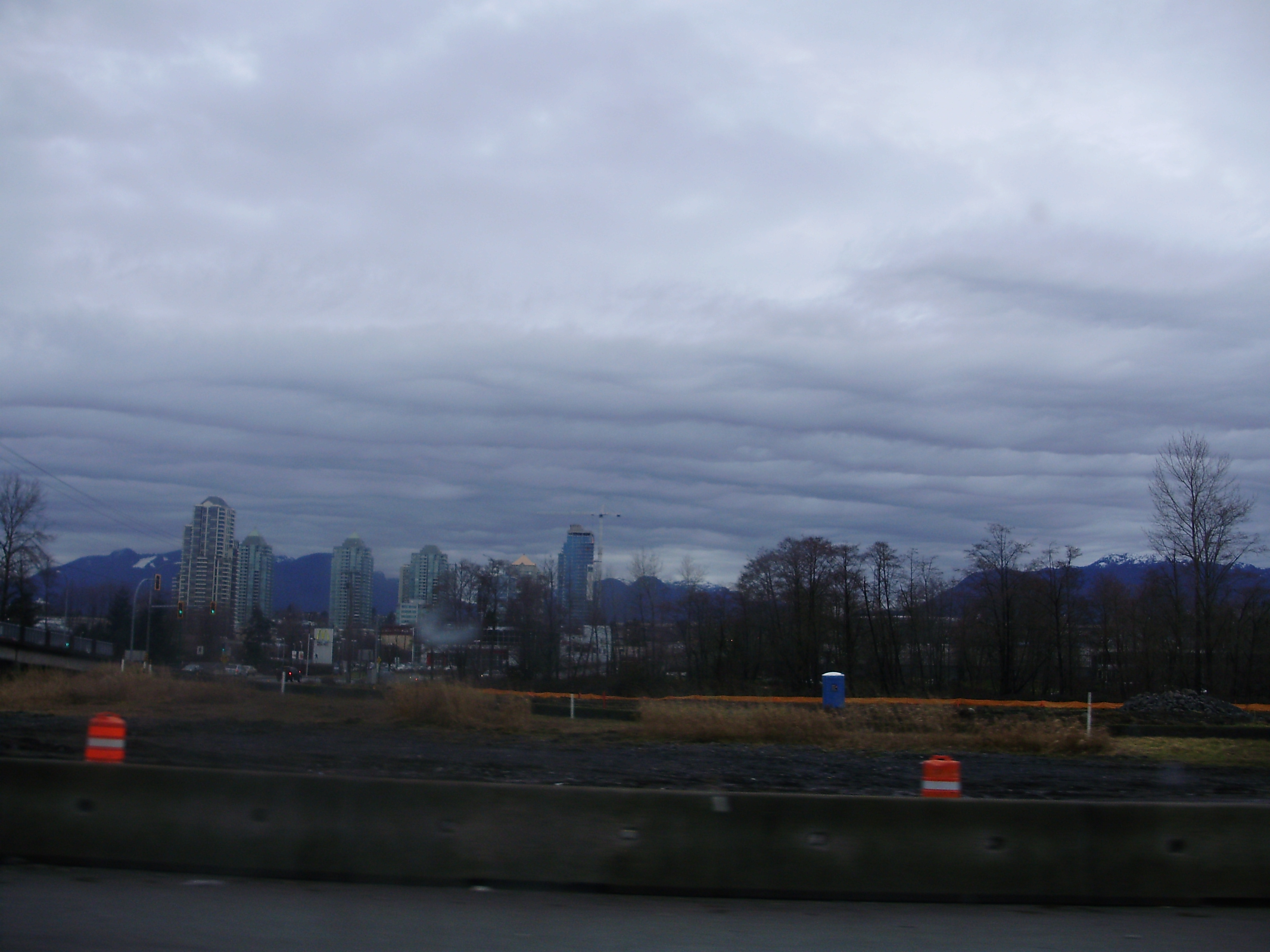
Stratus undulatus
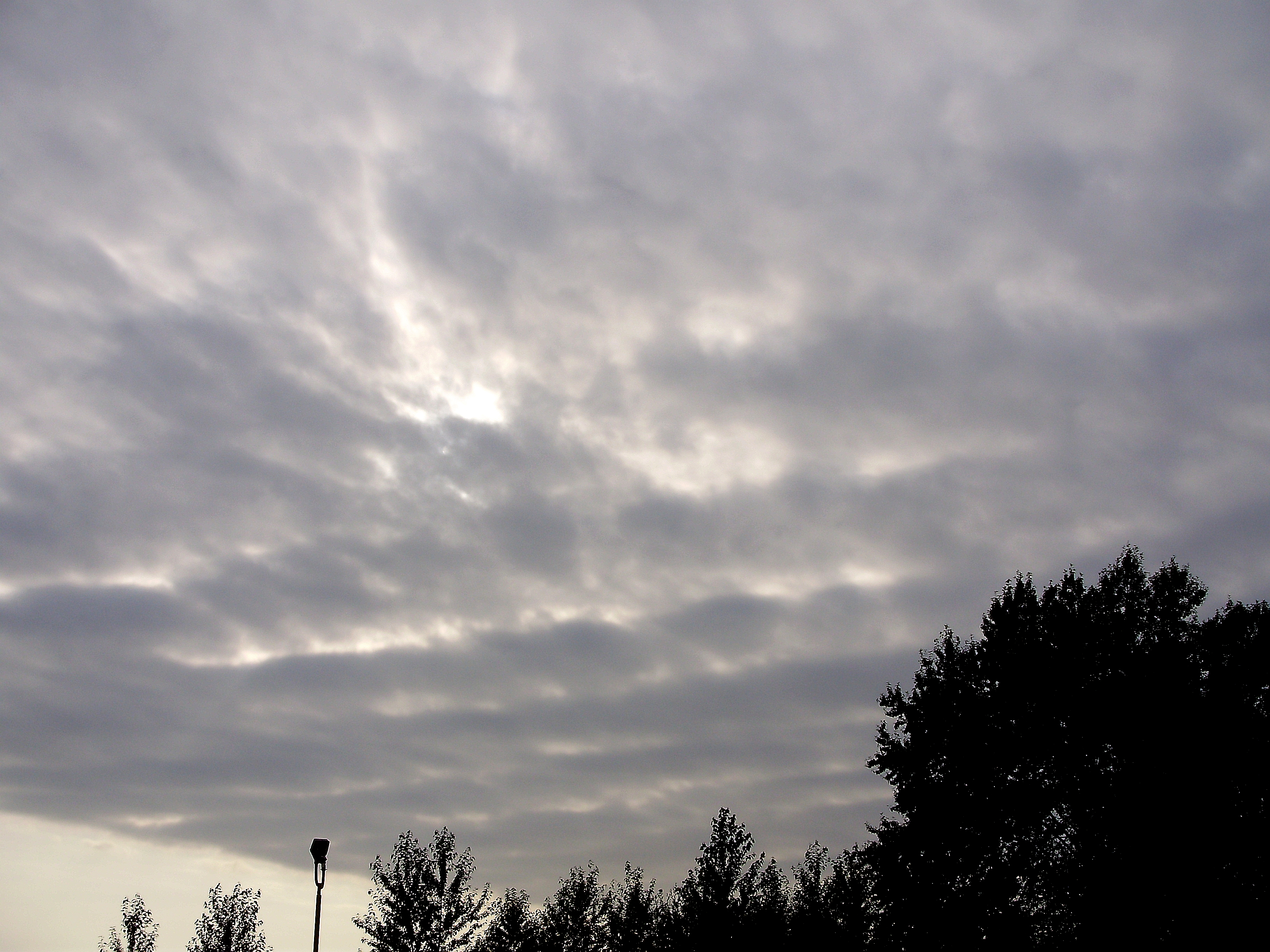
Altocumulus undulatus
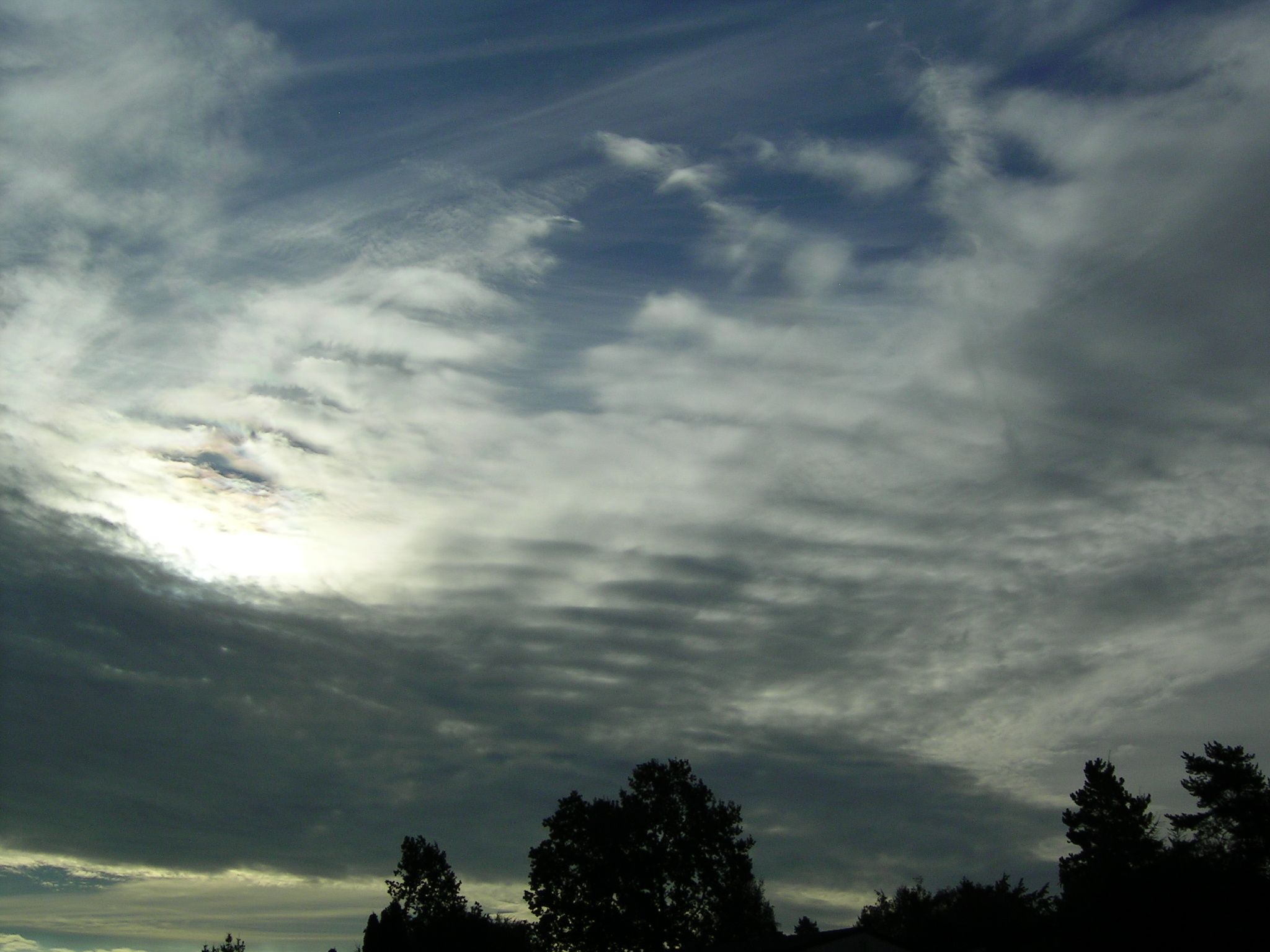
Altostratus undulatus
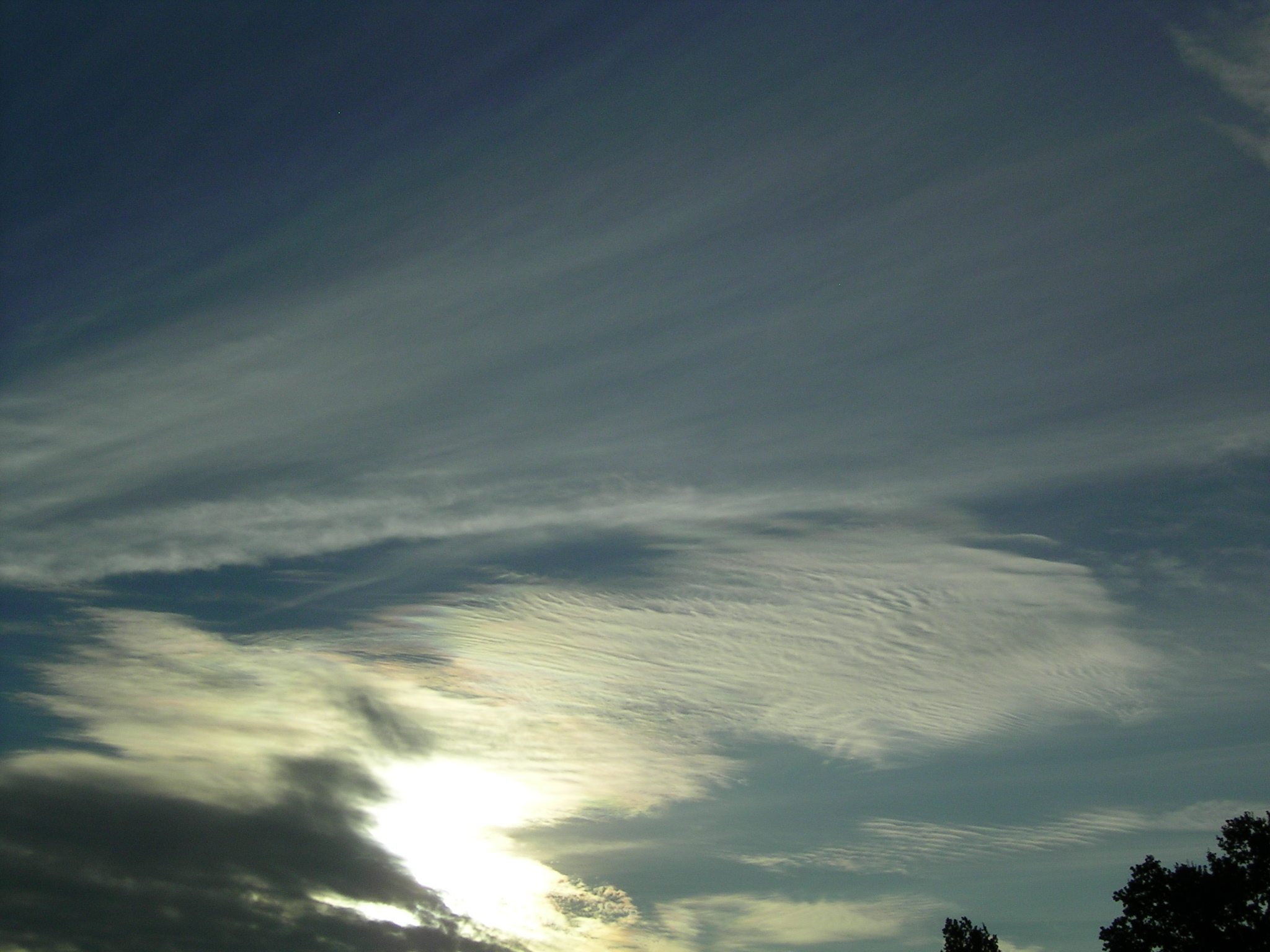
Cirrostratus undulatus intrecciato con cirrostratus
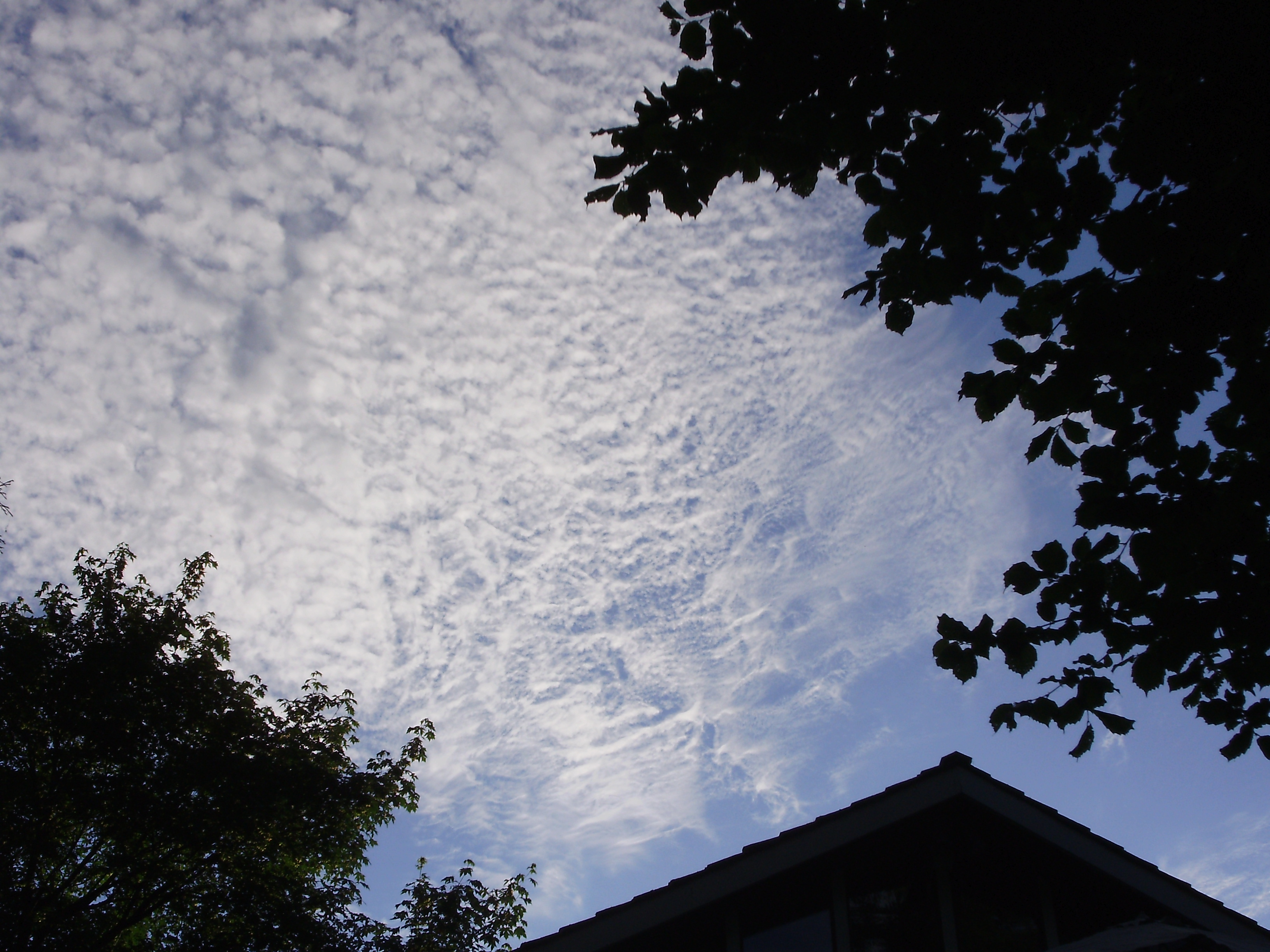
Cirrocumulus undulatus intrecciato con cirrocumulus